# جوزيف ماير (ملحن)
جوزيف ماير (بالإنجليزية: Joseph Meyer)‏ هو ملحن وكاتب أغاني أمريكي، ولد في 12 مارس 1894 في موديستو في الولايات المتحدة، وتوفي في 22 يونيو 1987.

## وصلات خارجية
- جوزيف ماير على موقع IMDb (الإنجليزية)
- جوزيف ماير على موقع ميوزك برينز (الإنجليزية)
- جوزيف ماير على موقع قاعدة بيانات برودواي على الإنترنت (الإنجليزية)
- جوزيف ماير على موقع أول ميوزيك (الإنجليزية)
- جوزيف ماير على موقع ديسكوغز (الإنجليزية)
- جوزيف ماير على موقع قاعدة بيانات الفيلم (الإنجليزية)